# Bohdan Šust
Bohdan Šust (ukrajinski: Богдан Шуст; Sudova Vyšnja, 4. ožujka 1986.) bivši je ukrajinski nogometaš. 